# パルヴァーン州
パルヴァーン州（パルヴァーンしゅう、ダリー語: پروان）は、アフガニスタン東部の州である。面積は5715平方キロメートル（34州中26位）、人口は約63万人（34州中14位）、人口密度は111人/平方キロ（34州中6位）である。州都はチャーリーカール。パルワーン州やパルワン州、パルワン県とも表記される。

## 地理

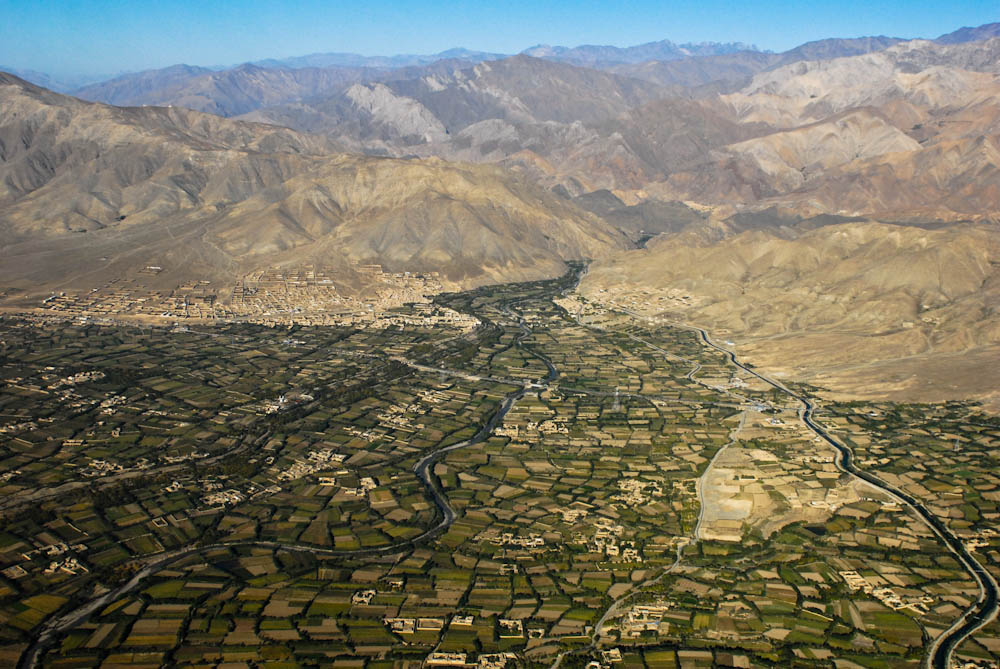
パンジシール渓谷の入り口

日本の三重県と同じくらいの大きさの州である。州の南東部はショマリ平野、それ以外はヒンドゥークシュ山脈である。州の北部にはサラン峠があり、西にはバーミヤーン州のシバル峠、南には首都カーブル、北東にはパンジシール州のパンジシール渓谷やハワク峠があり、交通の要所になっている。平野には西からゴールバンド川、北からはサーラン川とパンジシール川が流れ込み、緑豊かな田園が広がっている。軍事的な要衝でもあり、州都の南にはバグラーム空軍基地がある。

## 歴史

### 古代
古代のインダス文明はメソポアミア・ハラッパー路を通じて、金などの貴金属や木材をメソポタミア文明に輸出していた。ガンダーラの首都はタキシラにあり、パルヴァーン州やカーピーサー州、パンジシール州周辺の峠はヒンドゥークシュ山脈を越える交通の要所の1つだった。そのため紀元前6世紀ごろ、現在のパルヴァーン州バグラーム郡の辺りにはガンダーラの都市と砦があったが、前530年にアケメネス朝のキュロス2世が砦を破壊し街を占領した。アケメネス朝では街はカーピシャカーニシュと呼ばれて居り、ベヒストゥン碑文にも登場する。前522年、キュロス2世の後を継いだダレイオス1世に対してヴァヒヤズダタが反乱を起こしたが、この付近で敗北した。前481年、ダレイオス1世の後を継いだクセルクセス1世はギリシャに攻め込み、ペルシア戦争が起きた。ベヒストゥン碑文によると、クセルクセス1世の軍勢の中にはスキタイの剣で武装したカピサの住民（カスピ人）が居たと言う。紀元前4世紀、アレクサンドロス3世がアケメネス朝に攻め込み、前330年にカピサを占領した。アレクサンドロス3世は街を再建し、コーカサスのアレクサンドリア（カウカソス山嶺のアレクサンドリア）と名づけた。この街はヒッポダモス方式と呼ばれる格子状パターンの古代ギリシャ都市計画で建設され、後にグレコ・バクトリア王国とクシャーナ朝の古都となった。紀元前2世紀頃のカピサでは都市女神「カピサ」に対する信仰があり、エウクラティデス1世のコインにインド風の装飾で描かれた。616年、カピサにあった迦畢試国（かぴしこく）は隋に使節を送った。629年、玄奘三蔵がインドを目指して唐を出発し、西突厥の庇護 を受けて迦畢試国まで辿りついた。迦畢試国は農産物が豊かで、名馬を産出し、諸国の物産が集まる国際的な交易都市だった。迦畢試国には周囲10余里（約4.4キロメートル）の都城があり、大乗仏教が盛んで100余の伽藍と6000余人の僧侶が居た。都城を治める王はソグド人とも言われ、毎年銀製の仏像を造り、無遮大会（むしゃだいえ）で資金を集めて貧民に配っていた。玄奘は沙洛迦寺（シャーラカ寺）に滞在し、高さ100余尺（約33メートル）の仏塔を備えた曷邏怙羅僧伽藍（ラーフラそうがらん）や霫蔽多伐剌祠城（しゅうへいたばらし城）、阿路猱山（アルノ山）や大雪山、仏舎利を収めた旧王の伽藍、金銅の仏塔を備えた旧王妃の伽藍や比羅娑洛山（ビールサーラ山）などを見学した。同じ頃、迦畢試国は唐に使節を送った。

### 中世
13世紀、チンギス・カンがホラズム・シャー朝を攻撃した。ホラズム・シャー朝のジャラールッディーン・メングベルディーは1221年にパルワーンの戦いで、モンゴル軍の1つを打ち破った。

### 冷戦時代
1950年頃はパルヴァーン州はカーブル州の一部だったが、1957年までに分割されて独立した州になった。

### アメリカ同時多発テロ事件以降
2004年4月、パルヴァーン州からパンジシール州が独立した。10月、第一回の大統領選挙が実施され、パルヴァーン州ではユーヌス・カーヌーニー（約58％）が最多得票を得た。2009年8月、第二回の大統領選挙が実施された。パルヴァーン州ではアブドラ・アブドラ元外相が最多得票（約63％）を得た。2012年12月、ISAF軍はシンワリ郡やシアゲル郡以外の治安権限をアフガニスタン軍に移譲した。

## 行政区分
1市9郡を擁する

パルヴァーン州の郡

- Charikar（チャーリーカール[4]） - 州都チャーリーカール（英語版）、チャリカルと表記される事もある。
- Bagram（バグラーム郡[4]）- バグラーム空軍基地
- Shinwari（シーンワーリー郡[4]）
- Sayyid Khel（サイード・ヘール郡[4]）
- Jabal us Saraj（ジャバル・ウス・サラージ郡[4]） - ジャバルサラジと表記されることもある
- Salang（サーラング[4]） - サラン峠
- Syahgird 'Ghurband（シヤーフギルド・ゴールバンド郡[4]）
- Kohi Safi（コーヘ・サーフィー郡[4]）
- Surkhi parsa（サルキ・パールサー郡[4]）
- Shaykh Ali（シャイフ・アリー郡[4]）

### 都市
人口が多いのは平野部にある州都チャーリーカール（約17万人）とバグラーム郡（約10万人）だが、周辺のシヤーフギルド・ゴールバンド郡（約9万人）やジャバル・ウス・サラージ郡（約6万人）の人口も多い。人口1万人以上の都市は州都チャーリーカール（5万3900人）である。

## 治安
- 州内に存在するバグラム空軍基地は、しばしば死傷者が生じるテロの標的となっている。
- 2011年8月14日 - チャリカルにある州政府庁舎で、自爆と銃による攻撃があり、19人が死亡、40人近くが負傷。タリバンが犯行声明を出している[20]。
- 2018年8月5日 - アフガニスタン軍とパトロールを行っていたNATO軍部隊が自爆攻撃を受け兵士3人が死亡、3人が負傷した。死亡した兵士はいずれもチェコ兵[21]。

## 産業

### 農業
| 種類             | 生産量      | 順位 |
| ---------------- | ----------- | ---- |
| 小麦             | 9万2000トン | 19位 |
| 米               | 1万500トン  | 11位 |
| グレープフルーツ | 9522トン    | 3位  |
| とうもろこし     | 6182トン    | 19位 |
| 大麦             | 5958トン    | 31位 |
| りんご           | 320トン     | 7位  |
| アーモンド       | 280トン     | 8位  |
| 桃               | 250トン     | 2位  |
| ザクロ           | 100トン     | 8位  |

パルヴァーン州の農業は家計収入の約4割（39％）を占める。特に桃（34州中2位）やグレープフルーツ（34州中3位）の生産は全国的に見ても盛んで、リンゴ（34州中7位）、アーモンドやザクロ（34州中8位）もかなり生産されている。

## 住民

### 言語
パルヴァーン州の主要言語はダリー語とパシュトゥー語であり、割合は5対2である。識字率は31％だが、州都 チャーリーカールにはパルヴァーン大学がある。

## 交通
パルヴァーン州の南北には幹線道路のアジアハイウェイ7号線が走っており、マザーリシャリーフやカーブルと繋がっている。7号線はチャーリーカールとジャバル・ウス・サラージの間で分岐して77号線となり、バーミヤーンを経由してヘラートと繋がっている。空港はバグラーム空軍基地がある。